# Amo (album)
Amo – szósty studyjny album brytyjskiego zespołu Bring Me the Horizon. Album ogłoszono w sierpniu 2018 roku, kiedy to w wielu miastach na świecie pojawiły się tajemnicze plakaty z dawnym logiem zespołu. W tym samym miesiącu ukazał się pierwszy singiel pt. „Mantra” zapowiadający nowy materiał zatytułowany Amo, który miał ujrzeć światło dzienne 11 stycznia 2019 roku. Wraz z udostępnieniem drugiego singla pt. „Wonderful Life” poinformowano o pełnej liście utworów oraz zmianie daty premiery albumu na dzień 25 stycznia.

## Lista utworów
1. „I Apologise If You Feel Something” – 2:19
2. „Mantra” – 3:53
3. „Nihilist Blues” (gośc. Grimes) – 5:25
4. „In the Dark” – 4:31
5. „Wonderful Life” (gośc. Dani Filth) – 4:34
6. „Ouch” – 1:49
7. „Medicine” – 3:47
8. „Sugar Honey Ice & Tea” – 4:21
9. „Why You Gotta Kick Me When I’m Down?” – 4:28
10. „Fresh Bruises” – 3:18
11. „Mother Tongue” – 3:37
12. „Heavy Metal” (gośc. Rahzel) – 4:00
13. „I Don’t Know What to Say” – 5:21

## Certyfikaty i sprzedaż
| Kraj                  | Certyfikat  | Sprzedaż |
| --------------------- | ----------- | -------- |
| Polska (ZPAV)         | złota płyta | 10 000+  |
| Wielka Brytania (BPI) | złota płyta | 100 000+ |